# جميلة السماك
جميلة منصور جاسم السماك طبيبة وسياسية ولدت في المنامة بحرينية. عضوة مجلس النواب منذ 2014.

## تعليمها
حصلت على الدبلوم المشارك في التمريض عام 1984 والبكالوريوس في التمريض عام 1988 والدبلوم العالي في الدراسات العليا للمقدمات العلمية والعملية التمريضية تخصص تمريض السرطان من جامعة أولستر ببريطانيا عام 1995 والماجستير علوم تخصص تمريض السرطان بتفوق من جامعة أولستر في إيرلندا عام 1996 والدكتوراه في إدارة الأعمال تخصص إدارة الشئون الصحية من جامعة هول البريطانية عام 2005.

## عملها
عملت مدرسة لعلوم الإدارة والتمريض. ثم عملت نائب ضابطة التمريض المسؤولة بوحدة علاج الأورام. ثم ترقت إلى ضابطة التمريض المسؤولة عن الدور الخامس بمجمع السلمانية الطبي. ثم ترقت إلى مديرة مستشفى الطب النفسي. ثم ترقت إلى مديرة المستشفيات الخارجية الحكومية بالبحرين. ثم ترقت إلى عميدة جامعة خاصة للتمريض والعلوم الصحية بالخبر بالمملكة العربية السعودية.

## انتخابات مجلس النواب
في انتخابات مجلس النواب لعام 2006 خسرت مقعد الدائرة الثانية في محافظة العاصمة بعدما جمعت 140 صوت ما نسبته 2.99% بفارق 2396 صوت عن مرشح جمعية الوفاق الوطني الإسلامية خليل المرزوق. وفي انتخابات عام 2014 فازت بمقعد الدائرة الثانية عشر في محافظة الشمالية في جولة الإعادة بعدما جمعت 1158 صوت ما نسبته 71.26%.